# 香山路479号
.
香山路479号，即李德立别墅、孔祥熙别墅，是中国江西省九江市庐山牯岭的一座历史建筑，位于香山路479号庐山宾馆。于1987年4月13日由庐山风景名胜区管理局列为庐山文物保护单位。
香山路479号别墅建于1898年，是牯岭避暑地创始人李德立本人在庐山的私宅。这是一座单层别墅，设有大片玻璃外廊，称为“玻璃屋”。这一带周围是景点“月照松林”，颇有“隐遁之风”。
1929年李德立离开中国前往新西兰，将庐山别墅售给了香港李品求。1933年7月,此别墅又出售给财政部长孔祥熙。孔为此举行了“万松林诗会”。